# Lantenne-Vertière
Lantenne-Vertière település Franciaországban, Doubs megyében. Lakosainak száma 545 fő (2022. január 1.). Lantenne-Vertière Courchapon, Étrabonne, Lavernay és Mercey-le-Grand községekkel határos.

## Népesség
A település népességének változása:
| Lakosok száma | 272  | 277  | 311  | 518  | 532  | 536  | 534  | 529  | 534  | 545  |
|               | 1968 | 1982 | 1990 | 2006 | 2013 | 2015 | 2017 | 2019 | 2020 | 2022 |